# Tanaostigma chapadae
Tanaostigma chapadae is een vliesvleugelig insect uit de familie Tanaostigmatidae. De wetenschappelijke naam is voor het eerst geldig gepubliceerd in 1904 door Ashmead.